# 哈尔滨南站 (地铁)
哈尔滨南站是哈尔滨地铁1号线的地铁车站，位于中国黑龙江省哈尔滨市南岗区学府路与电缆街交叉口北侧，临近国铁哈尔滨南站，曾为1号线南端终点站，于2013年9月26日开通。本站原名哈南站。

## 车站结构
地铁哈尔滨南站沿学府路地下南北向设置，车站全长253米，标准段宽19.4米，为地下两层双柱三跨和单柱双跨岛式站台车站。车站地下一层为站厅层，地下二层为站台层。车站作为1号线南端终点站期间，通过车站北侧交叉渡线站前折返，两侧站台均有使用。
| 地面              | 出入口 | 1-3出入口 |
| 地下一层          | 站厅   | 客服中心、自动售票机、验票机                                                                                  |
| 地下二层          | 站台层 | \| \| \| █ 1号线往新疆大街（同江路） \| \| 島式 · 開左邊车门 \| \| \| \| \| \| █ 1号线往哈尔滨东站（哈达） \| |
|                   |        | █ 1号线往新疆大街（同江路）                                                                                   |
| 島式 · 開左邊车门 |        | |
|                   |        | █ 1号线往哈尔滨东站（哈达）                                                                                   |

## 车站出口
地铁哈尔滨南站共设3个出口，各出口及周围设施如下所示：
| 编号                | 建议前往的目的地   | 照片 | 无障碍设施 |
| ------------------- | ------------------ | ---- | ---------- |
| 1 · 出口            | 学府路，哈尔滨南站 |      | 不適用     |
| 2 · 出口 · （设有） | 学府路，兴南路     |      |            |
| 3 · 出口            | 学府路，兴南路     |      | 不適用     |
| 图例： 设有         |                    |      |            |

## 接驳交通

### 公交车
| 新中新集团                | 新中新集团               | 新中新集团 | 新中新集团           | 新中新集团         |
| 编号                      | 路线                     | 路线       | 路线                 | 备注               |
| ------------------------- | ------------------------ | ---------- | -------------------- | ------------------ |
| 68                        | 糖业研究所               | ⇆          | 长江路（南直路路口） |                    |
| 98                        | 红星家园                 | ⇆          | 黑龙江大学           |                    |
| 104                       | 糖业研究所               | ⇆          | 太平桥               |                    |
| 114                       | 糖业研究所               | ⇆          | 承德广场             |                    |
| 220                       | 普惠大道（哈南五路路口） | ⇆          | 哈尔滨音乐厅         |                    |
| 343                       | 平房火车站               | ⇆          | 哈站（铁路街）       | 部分班次为大站快线 |
| 369                       | 建国村                   | ⇆          | 国润家饰城           | 原 郊4             |
| 369五一村支线             | 五一村                   | ⇆          | 国润家饰城           |                    |
| 369房身沟支线68房身沟支线 | 房身沟                   | ⇆          | 国润家饰城           | 定时班车           |
| 夜104                     | 糖业研究所               | ⇆          | 太平桥               |                    |

## 车站历史
- 2009年9月18日，车站开始围护桩施工。
- 2011年11月30日，车站主体完工[2]。
- 2013年9月26日，随1号线一二期工程通车一同开通[1]，开通时站名为哈南站，为1号线南端终点站。
- 2019年4月10日，1号线三期开通，车站成为中间站[3]，并正式更名为哈尔滨南站。
- 2022年4月20日，受新冠疫情影响，车站暂停运营[4]。5月7日，车站恢复运营[5]。